# Цао Цзинхуа
Ца́о Цзинхуа́ (кит. трад. 曹靖華, упр. 曹靖华, пиньинь Cáo Jìnghuá, наст. имя — Ца́о Лянья́ (кит. трад. 曹聯亞, упр. 曹联亚, пиньинь Cáo Liányà);  11 августа 1897, Луши, Хэнань, Цинский Китай — 8 сентября 1987, Пекин, Китай) — китайский переводчик, писатель, педагог, профессор Пекинского университета, кавалер советского ордена Дружбы народов.

## Биография
Цао Цзинхуа родился 11 августа 1897 года в деревне Гуку уезда Луши провинции Хэнань. Настоящее имя — Цао Лянья. Его отец, Цао Чжифу, был учителем.
После революции 1911 года срезал косу и поступил в начальную уездную школу. После упразднения империи, поездом уехал в Кайфын, где окончил среднюю школу. В то время пристрастился к чтению произведений Пушкина, Гоголя, Горького. В 1920 году уехал в Шанхай, где познакомился в том числе с Мао Дунем, Чжэн Чжэнь-до, Цзян Гуанцы. Там же поступил в Школу иностранных языков, организованную Социалистическим союзом молодёжи, где начал изучать русский язык. Активно участвовал в студенческом движении, в том числе в «движении 4 мая», был делегатом Студенческого союза провинции Хэнань на съезде Всекитайского студенческого союза. Активно занимался публицистической деятельностью, писал статьи, направленные в поддержку коренного переустройства общества на основе марксизма. В 1921 году был отправлен на учёбу в Коммунистический университет трудящихся Востока в Москве. На это время приходятся первые переводы с русского — водевиль «Медведь» и пьеса «Три сестры» А. П. Чехова. В 1922 году вернулся в Китай, а в 1923 году поступил в Пекинский университет.
В 1925 году Цао Цзинхуа женился на Шан Пэйцю. У них родилось двое детей: Цао Сулин (род. 1928) и Цао Пенлинг (род. 1937).
В 1925 году по просьбе Ли Дачжао отправился в Кайфын, где был переводчиком при группе советских военных советников при Национально-революционной армии у Фэн Юйсяна, а в 1926 году принял участие в Северном походе в качестве переводчика в штабе В. К. Блюхера. После «переворота 12 апреля», краха Уханьского правительства и поражения революции, в 1928 году выехал через Шанхай по морю в Советский Союз, где продолжил получение образования в Московском университете Сунь Ятсена, а после этого преподавал китайский язык в университете восточных языков в Ленинграде. В 1933 году вернулся в Китай. 
Активно занимался переводом и пропагандированием русской и советской литературы, в связи с чем тесно сдружился с Лу Синем и Цюй Цюбо. В 1934 году стал членом редколлегии переводческой серии «Сокровищница мировой литературы», главным редактором которой был Чжэн Чжэнь-до. Был пионером русско-китайского перевода, перевёл «Железный поток» А. С. Серафимовича, «Сорок первый» Б. А. Лавренёва, «Оборона Царицына» А. Н. Толстого, «Я, сын трудового народа» В. П. Катаева, «Радуга» В. Л. Василевской, «Жди меня» К. М. Симонова. Под непосредственным руководством Чжоу Эньлая участвовал в работе Китайско-советского культурного общества и Всекитайской ассоциации работников литературы и искусства по отпору врагу, редактировал «Советскую антияпонскую литературную и художественную серию». Последовательно работал профессором в Пекинском женском колледже искусств и наук, Китайском университете, Северо-Восточном университете, Северо-Западном объединенном университете, откуда был уволен в 1938 году властями за «пропаганду марксизма-ленинизма».
После начала японо-китайской войны эвакуировался в Чунцин, где стал преподавателем на организованных по предложению посла А. С. Панюшкина курсах китайского языка для молодых китаеведов. В то время он со своей семьёй жил в тяжёлых условиях: жена стирала соседям, а сам он занимался огородом. После капитуляции Японии, в 1946 году переехал в Нанкин на работу в Китайско-советское культурное общество. После образования КНР, в 1948 году стал профессором Пекинского университета, возглавив на следующие 30 лет факультет русского языка и литературы. Параллельно с преподавательской и научно-исследовательской работой, Цао Цзинхуа был альтернативным делегатом от литературно-художественных кругов на 1-м пленарном заседании Народного политического консультативного совета Китая, депутатом 1-го, 2-го и 3-го созывов Всекитайского собрания народных представителей, членом 5-го и 6-го созывов Всекитайского комитета Народного политического консультативного совета Китая, секретарём секретариата Союза китайских писателей, редактором журнала «Мировая литература».
В 1956 году вступил в Коммунистическую партию Китая. В 1960-х годах перешёл к публицистической деятельности, создав большое количество эссе, оценённых партийным руководством как сильные в идеологическом и художественном плане. Активно занимался сохранением творческого наследия Лу Синя. Во время культурной революции весь архив Цао Цзинхуа был реквизирован хунвейбинами и безвозвратно потерян, однако он остался верен партии и по-прежнему платил партийные взносы. В 1975 году принял участие в похоронах Чжоу Эньлая, переросших в открытое противостояние «банде четырёх».
Несмотря на преклонный возраст, вёл активную общественную деятельность, состоял членом правления Всекитайской ассоциации работников литературы и искусства, членом Комиссии по ученым степеням Государственного совета КНР, членом Общества китайско-советской дружбы, почётным членом правления Всекитайской ассоциации переводчиков, советником Китайской ассоциации изучения иностранной литературы, почётным председателем Китайского общества по изучению советской литературы. Неоднократно выезжал за рубеж, в том числе в Советский Союз, прилагая огромные усилия для укрепления культурных связей Китая с другими государствами. В 1987 году стал почётным доктором Ленинградского университета.
Цао Цзинхуа скончался 8 сентября 1987 года в возрасте 90 лет в больнице в Пекине. Был похоронен на Революционном кладбище Бабаошань.

## Награды
- Орден Дружбы народов (4 августа 1987, СССР) — «за большой вклад в укрепление советско-китайского культурного сотрудничества, заслуги в популяризации русской и советской литературы и в связи с девяностолетием со дня рождения»[14]. Вручён послом СССР в КНР О. А. Трояновским[4]. Стал первым гражданином КНР, удостоенным данной награды; вторым оказался Гэ Баоцюань[15].